# Чудо в девственной глуши
«Чудо в девственной глуши» (англ. Miracle in the Wilderness) — телефильм 1992 года режиссёра Кевина Джеймса Добсона. Экранизация произведения, автор которого — Пол Гэллико.

## Сюжет
Скалистые горы, середина XIX века. Бывший проводник Джерико Адамс, его жена Дора и их маленький ребёнок попадают в плен к индейцам. Последние, преследуемые кавалерией Соединённых Штатов, жаждут мести за убитого сына их вождя, видя одним из виновников Джерико. Заметив издали горящий дом последнего, отряд лейтенанта Рейда, сопровождаемый шошонами-скаутами во главе с вождём Вашаки, преследует уходящих в горы черноногих. 
Вождь Сероглазый, у жены которого нет детей, объявляет, что намерен забрать себе маленького сына Джерико вместо погибшего сына. Обрадованная Маленькая Олениха берёт на руки красивого младенца, вырванного из рук безутешной Доры. Возмущённый Адамс, сняв с себя путы, предпринимает несколько попыток побега, но все они проваливаются. Тогда Дора предлагает путь к примирению, рассказывая индейцам библейскую историю, положенную в основу праздника Рождества. Доверчивые краснокожие никогда не слышали подобных рассказов, которые Сероглазый называет «сказками». Пока арьергард черноногих обстреливает кавалеристов из луков, задерживая погоню, отчаявшийся Джерико вступает с суровым вождём в ножевую схватку, которая также оканчивается вничью.
Но смысл святочной истории проникает, наконец, в грубоватые души черноногих, которые оставляют ребёнка Доре, благополучно уйдя от погони в сторону канадской границы…

## В ролях
- Крис Кристофферсон — Джерико Адамс
- Ким Кэттролл — Дора Адамс
- Питер Алан Моррис — Ашер Адамс
- Джон Деннис Джонстон — сержант Сэм Вебстер
- Рино Тандер — вождь шошонов Вашаки
- Дэвид Оливер — лейтенант Рейд
- Стив Ривис — Сероглазый, вождь черноногих
- Джоанелле Ромеро — Маленькая Олениха, его жена
- Отакуйе Конрой — Мария
- Мэттью Монтойя — Иосиф